# Damitz (Adelsgeschlecht)

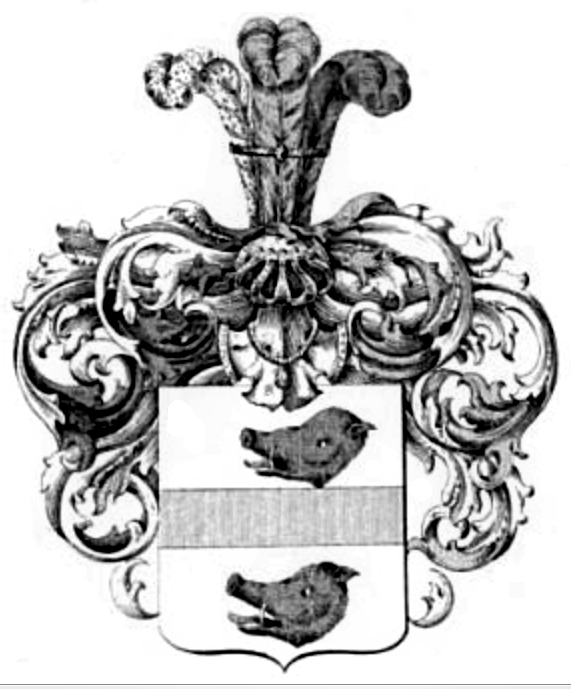
Wappen der Familie von Damitz

Damitz ist der Name eines pommerschen Adelsgeschlechts mit den Stammhäusern Dumzin (bis 1780), Funkenhagen (bis ca. 1775) und  Groß Möllen (1333 bis ca. 1800) im ehemaligen Landkreis Kolberg-Körlin  in Hinterpommern. Der Familienname Damitz kommt auch in Urkunden der Stadt Dahme in der Niederlausitz vor, und zwar als alternative Bezeichnung für das erloschene Geschlecht der Herren von Dahme, das die Herrschaft Dahme und die Burggrafschaft Golsin besaß.

## Geschichte
Das bereits um 1240 urkundlich erwähnte Geschlecht war in der historischen Region des Fürstentums Cammin alteingesessen und begütert. 1243 trat Gerhard von Damitz in Stettin als Zeuge auf. Die Stammreihe beginnt mit Alexander de Damyz, der in einer Urkunde vom 27. August 1282 genannt wird. Herrmannus Dametze (oder Damiz) aus Kolberg kaufte im Jahr 1333 der Kolberger Patrizierfamilie Schlieffen das Dorf Groß Möllen ab. Nikolaus von Damitz, Sohn des Hermann von Damitz, der um 1400 lebte, war nacheinander Kanzler der pommerschen Herzöge Erich II. und Bogislaw X. Johannes von Damitz war Stiftskanzler von Cammin in Pommern und um das Jahr 1630 Statthalter in Pommern.

## Wappen
Das Stammwappen zeigt in Silber einen von zwei rot-bezungten schwarzen Eberköpfen begleiteten roten Balken. Auf dem Helm mit rechts schwarz-silbernen und links rot-silbernen Decken drei (schwarz, rot, silber) Straußenfedern, umgeben von einem goldenen Ring mit Edelsteinen.

## Namensträger
- Nikolaus von Damitz, war 1464 2. Kanzler des pommerschen Herzogs Erich II. und danach Kanzler von dessen Sohn und Nachfolger, dem Pommernherzog Bogislaw X.
- Moritz von Damitz, war ein Abgesandter der pommerschen Herzöge zur Zeit der Reformation
- Paul von Damitz, war 1623 Statthalter von Cammin
- Siegfried von Damitz, Kommandant von Stettin während des Dreißigjährigen Kriegs
- Karl Christoph von Damitz, Kammerherr des Königs Friedrich I. von Preußen
- Karl von Damitz († 1836), Gutsherr, Polizeikommissar
- Karl von Damitz, Militärhistoriker und Schriftsteller
- Emma von Damitz (1844–1921), deutsche Schriftstellerin